# Juanma (football, 1981)
Pour les articles homonymes, voir Juanma.
Juan Manuel Gómez Sánchez dit Juanma est un footballeur espagnol, né le 29 mai 1981 à Don Benito. Il évolue comme milieu droit.

## Palmarès
- Real Betis Séville
  - Champion de Liga Adelante : 2011.